# Їм було дев'ятнадцять
«Їм було дев'ятнадцять…» (рос. «Им было девятнадцать...») — радянський художній фільм-драма 1960 року, знятий режисером Володимиром Кочетовим на Одеській кіностудії.

## Сюжет
В артилерійську школу прийшло нове поповнення. Обходячи новобранців, старшина Баба намагається досвідченим поглядом визначити особисті якості кожного. У Анатолія Бєскова тривожно на душі. Він хотів замінити в армії батька, який загинув льотчиком-випробувачем. Але комісія визнала його непридатним до служби в авіації. Не відчуваючи інтересу до артилерії, юнак раз у раз допускає помилки. Запальний лейтенант Сєров просить замполіта Лепка видалити Бєскова з його взводу. Але замполіт вважає, що треба займатися вихованням молодого солдата. Підтримує Толю і Ольга. Дівчина знає, що він наполегливо тренується, готуючись до нової медкомісії. Бесіда з замполітом відкрила Бєскову просту істину, що будь-яка армійська школа є школою мужності і патріотизму. З цього моменту Анатолій намагається завоювати повагу товаришів і стати зразковим курсантом. Він успішно проходить комісію і отримує направлення в авіацію.

## У ролях
- Кирило Столяров — Анатолій Бєсков
- Людмила Мерщій — Ольга Сєрова, сестра Сергія
- Микола Засєєв-Руденко — Віктор Шмаринов
- Микола Крюков — Семен Трохимович Лепко, підполковник-замполіт
- Вадим Новиков — Сергій Сєров, лейтенант
- Михайло Пуговкін — Никодим Іванович Баба, старшина
- Юрій Мартинов — Василь Іваненко, комсорг
- Олесь Рудковський — Олесь Колобков
- Савелій Крамаров — Петькін, новобранець
- Ю. Рождественський — Ностюган, «Носик»
- Сергій Столяров — батько Анатолія Бєскова, льотчик-випробувач
- Борис Сабуров — командир полку
- Гертруда Двойникова — мати Бєскова
- Віктор Проклов — епізод
- В. Гінет — епізод
- В. Сливко — епізод
- А. Сугак — епізод
- Василь Красенко — епізод

## Знімальна група
- Сценарист: Ігор Старков
- Режисер-постановник: Володимир Кочетов
- Оператори-постановники: Василь Симбірцев, Михайло Козубенко
- Художник-постановник: Б. Ільюшин
- Режисер: В. Проклов
- Композитор: Євген Зубцов
- Текст пісень: Володимир Карпеко, Ігор Невєров
- Звукооператор: Володимир Фролков
- Художник по гриму: В. Єгоров
- Режисери монтажу: Етна Майська, Ельвіра Сєрова
- Редактор: Ілля Жига-Резницький
- Комбіновані зйомки: оператор — Д. Балашов; художник — Н. Куршпетов
- Оркестр Одеської державної філармонії, диригент — Євген Дущенко
- Військовий консультант: генерал-лейтенант Микола Осликовський
- Директор картини: Віктор Брашеван